# Plastic Tree
 (octobre 2009).
Si vous disposez d'ouvrages ou d'articles de référence ou si vous connaissez des sites web de qualité traitant du thème abordé ici, merci de compléter l'article en donnant les références utiles à sa vérifiabilité et en les liant à la section « Notes et références ».
Plastic Tree est un groupe de rock japonais formé en décembre 1993.

## Biographie
Plastic Tree est créé en décembre 1993, ayant comme membres Ryutarô au chant, Akira à la guitare, Tadashi à la basse et Shin à la batterie. Mais le groupe est plutôt instable à ses débuts. Akira continue à travailler pour Drop'in shop lifter, il n’est donc que le guitariste de session de Plastic Tree qu’il intègre définitivement en 1994. Ils sortent Strange Fruit en 1995.
Un an plus tard, Shin quitte Plastic Tree. Il est aussitôt remplacé par Takashi dont le son de batterie a déjà été remarqué dans son précédent groupe aux accents résolument pop ; ce qui convient parfaitement aux attentes de Tadashi et Ryutarô. Ils composent pour octobre le single Lila no Ki. Leur style musical est déjà bien établi et il évoluera peu.
1997 est l'année de la sortie de Hide and Seek' leur premier album major suivi du single Wareta Mado.
L'année suivante, le groupe commence à faire de la musique plus mélodique. Sortent consécutivement Zetsubô no oka et Hontou no uso, suivi de Puppet show.
En 1999, ils sortent en mars le maxi-single Tremolo ainsi qu'une compilation de clips Nijigen no Orgul en juillet, le single Sink en août puis Tsumetai Hikari en décembre, en deux versions dont une collector. Ils saluent la fin du millénaire avec les deux maxi singles Slide (avril) et Rocket (juillet) ainsi que leur troisième album Parade qui sort en août. Vendu à 30 000 exemplaires, l'album arrive 19e au classement Oricon[réf. nécessaire] et reste leur album qui a connu le plus de ventes.
Leur deuxième compilation vidéo Nijigen no orgul II est éditée en novembre tandis que le DVD correspondant sort en février 2001, juste avant la sortie du single Planetarium et de leur première compilation : Cut. Le 14 octobre sort un nouveau maxi-single, Chiriyuku bokura, suivi d'un best-of de leur singles : Single collection.
Takashi quitte le groupe lors du concert Sweet Trance en décembre.
Ils sortent un DVD live le 21 mars 2002, Kuro Tento. Le 19 juin sort le single Aoi Tori. Leur concert au NK Bay Hall du 22 septembre est vite « sold out », il est précédé le 11 du nouvel album Traümerai.
Le 14 juillet lors du concert au CLUB CITTA', Sasabochi Hiroshi devient leur batteur officiel et le quatrième membre de Plastic Tree. Le 1er novembre, leur précédente maison de disques produit un troisième best-of : Premium Best. Ils changent plusieurs fois de maison de disques en travaillant, entre autres, avec Crown Music.
En 2003 sortent deux reprises sous format EPs, Baka ni Natta noni et Moshimo Piano Ga Hiketa nara. Le maxi-single Mizuiro Girlfriend précède leur album Shiro Chronicle. L'année suivante commence avec le single Yuki Hotaru en janvier, suivi de Harusaki Sentimental en mars et Melancholic en juillet, avant l'album Cell.
Ils autoproduisent leurs disques quelques mois avant de signer chez Universal Music. En 2005, les maxi-singles s'enchaînent : Sanbika, Namae no nai Hana, Ghost et Kuuchuu Buranko. Il n’y a pas de nouvel album, mais deux compilations : Best Album Kuro-Ban et Best Album Shiro-Ban.
En 2006 sortent le single Namida Drop et l'album Chandelier. Plastic Tree s'engage pour une tournée mondiale qui passe par la France, la Finlande, l’Allemagne, le Mexique et le Japon. Le 9 juillet, ils jouent à l'Élysée Montmartre. La compilation Single Collection est rééditée en septembre.
En janvier 2007 sort un nouveau single, Spica. En mai sort Makka na Ito, dernier single avant la sortie le 27 juin de leur nouvel album Nega to Posi. En septembre, ils fêtent leur dixième anniversaire sur scène avec un concert au Nippon Budokan, qui sortira en décembre en DVD. Début novembre, ils débutent une nouvelle tournée européenne. Ils passent par la France et jouent à la Maroquinerie et feront des dédicaces à Chibi Japan Expo.
Leur single, Alone Again Wonderful World sort le 9 avril 2008, suivi de Replay/Dolly au mois d’août. Leur album Utsusemi sort dans la foulée en septembre. En août 2008 sort une compilation : Gestalt Houkai. À l’automne débute leur 3e tournée en Europe. À Paris ils fouleront les planches de la Scène Bastille, mais aussi le Marché Gare à Lyon.
Sasabuchi Hiroshi annonce en février 2009 son départ du groupe après un dernier concert prévu le 19 mars. C'est à la Japan Expo de 2009 que Ryutaro annoncera l'arrivée officielle du nouveau batteur : Sato Kentaro.
En décembre 2009 sort leur album Donna Donna. Le groupe continue ses tournées au Japon tout en sortant des maxi single, des DVD live et une compilation : All Time the Best.

## Membres actuels
- Arimura Ryutaro - chant
- Nakayama Akira - guitare
- Hasegawa Tadashi - basse
- Sato Kentaro - batterie

### Anciens membres
- Shin - batterie (parti en 1994)
- Takashi - batterie (parti en 2001)
- Sasabuchi hiroshi - batterie (parti en 2009)

## Discographie

### Albums
- 1995 : Strange Fruits
- 1997 : Hide and Seek
- 1998 : Puppet Show
- 2000 : Parade
- 2002 : Traumerei
- 2003 : Shiro Kuro Nikuru
- 2004 : CELL.
- 2005 : Sanbika
- 2006 : Chandelier'
- 2007 : Nega To Poji
- 2007 : B-men Gahou
- 2008 : Utsusemi
- 2009 : Dona Dona
- 2011 : Ammonite
- 2012 : Ink
- 2014 : Echo

### EPs
- 2007 : What is 'Plastic Tree'

### Compilations
- 2001 : Cut ~Early Songs Best Selection ~
- 2001 : Plastic Tree Single Collection
- 2002 : Premium Best
- 2005 : Kuroban
- 2005 : Shiroban
- 2010 : ALL TIME THE BEST

### Singles
- 1995 : Strange Fruits
- 1996 : RIRA no Ki
- 1997 : Wareta Mado
- 1997 : Zetsubou no Oka
- 1998 : Hontou no Uso
- 1999 : Toremoro
- 1999 : Sink
- 1999 : Tsumetai Hikari
- 2000 : Slide
- 2000 : Rocket
- 2001 : Planetarium
- 2001 : Chiriyuku Bokura
- 2002 : Aoi Tori
- 2003 : Baka ni Nattanoni
- 2003 : Moshimo Piano ga hiketa nara
- 2003 : Mizu iro GA-RU FUREINDO
- 2004 : Yuki Hotaru
- 2004 : Harusaki Sentimental
- 2004 : Melancholic
- 2005 : Namae no Nai Hana
- 2005 : Ghost
- 2005 : Kuuchu Buranko
- 2006 : Namida Drop
- 2007 : Spica
- 2007 : Makka Na Ito
- 2008 : Alone Again, Wonderful World
- 2008 : Replay/Dolly
- 2009 : Fukuro
- 2009 : Sanatorium
- 2010 : Moonlight
- 2010 : Mirai Iro
- 2012 : Joumyaku
- 2012 : Kuchizuke
- 2012 : Shion
- 2013 : Doko